# Rapture (canción de iiO)
«Rapture» es una canción de la banda estadounidense iiO. Fue la canción de mayor éxito comercial que ha tenido la banda y es considerado un clásico dentro de la música electrónica.[cita requerida]
Fue el primer sencillo de la banda lanzado en 2001, escrito por Nadia Ali en solo 30 minutos, recordando un encuentro con un desconocido en una discoteca. Se convirtió en un verdadero éxito comercial llegando al # 2 en el UK Singles Chart y en el Billboard Dance Club Play, también obtuvo buena recepción en varios países de Europa. La canción fue incluida en el álbum debut de iiO, Poetica, lanzado en 2005.

## Video musical
El video de "Rapture" fue dirigida por Andy Hylton. El video se desarrolla en una ciudad tecnológica, donde Nadia Ali se encuentra en una sala llena de máquinas y un escáner, digitalizándola, y un holograma de ella se proyecta por encima de la ciudad, mientras se ve a Markus Moser en un coche que circulando por la ciudad.

## Listado de canciones

### Remixes oficiales
| N.º | Título                                            | Duración |  |
| 1.  | «Rapture (Original Radio Edit)»                   | 3:12     |  |
| 2.  | «Rapture (Original Extended)»                     | 6:48     |  |
| 3.  | «Rapture (John Creamer & Stephane K French Edit)» | 3:51     |  |
| 4.  | «Rapture (John Creamer & Stephane K Edit)»        | 4:28     |  |
| 5.  | «Rapture (John Creamer & Stephane K Remix)»       | 9:54     |  |
| 6.  | «Rapture (Riva Edit)»                             | 4:05     |  |
| 7.  | «Rapture (Riva Remix)»                            | 7:36     |  |
| 8.  | «Rapture (Deep Dish Space Remix)»                 | 12:29    |  |
| 9.  | «Rapture (Deep Dish Miami Dub)»                   | 10:51    |  |
| 10. | «Rapture (Aloud Remix)»                           | 5:50     |  |
| 11. | «Rapture (Soulside Remix)»                        | 6:35     |  |
| 12. | «Rapture (Armin van Buuren Edit)»                 | 4:15     |  |
| 13. | «Rapture (Armin van Buuren Remix)»                | 9:24     |  |
| 14. | «Rapture (Armin van Buuren Made Radio Edit)»      | 3:09     |  |
| 15. | «Rapture (Paul van Dyk Remix)»                    | 7:57     |  |
| 16. | «Rapture (Paul van Dyk Remix) [vinyl]»            | 10:14    |  |

### Rapture Reconstruction: Platinum Edition 2008
| N.º | Título                                              | Duración |  |
| 1.  | «Rapture (Starkillers Dirty Girl Made Single Edit)» | 3:32     |  |
| 2.  | «Rapture (Starkillers Dirty Girl Remix)»            | 8:33     |  |
| 3.  | «Rapture (Starkillers Undone Made Single Edit)»     | 3:03     |  |
| 4.  | «Rapture (Starkillers Undone Remix)»                | 9:36     |  |
| 5.  | «Rapture (Hardware & Orue Electro Remix)»           | 8:18     |  |
| 6.  | «Rapture (Hardware & Orue Electro Dub)»             | 8:16     |  |
| 7.  | «Rapture (Friscia & Lamboy Remix)»                  | 10:44    |  |
| 8.  | «Rapture (Friscia & Lamboy Dub)»                    | 10:37    |  |
| 9.  | «Rapture (Lametta Harmony Remix)»                   | 5:53     |  |
| 10. | «Rapture (Lametta Made2Chill Remix)»                | 3:58     |  |

## Posicionamiento en listas
| Listas (2001–2002)                     | Mejor posición |
| -------------------------------------- | -------------- |
| Alemania (Offizielle Deutsche Charts)  | 51             |
| Australia (ARIA)                       | 3              |
| Austria (Ö3 Austria Top 40)            | 59             |
| Bélgica (Flandes) (Ultratop 50)        | 21             |
| Bélgica (Valonia) (Ultratop 50)        | 28             |
| Canadá (Canadian Digital Song Sales)   | 4              |
| República Checa (IFPI)                 | 18             |
| Dinamarca (Tracklisten)                | 10             |
| Escocia (Scottish Singles Sales Chart) | 2              |
| España (Top 100 Canciones)             | 12             |
| Estados Unidos (Billboard Hot 100)     | 46             |
| Estados Unidos (Hot Dance Club Songs)  | 2              |
| Estados Unidos (Maxi-Singles Sales)    | 3              |
| Estados Unidos (Mainstream Top 40)     | 17             |
| Estados Unidos (Rhythmic Songs)        | 27             |
| Eurochart Hot 100                      | 12             |
| Francia (SNEP)                         | 50             |
| Finlandia (OFC)                        | 12             |
| Irlanda (IRMA)                         | 9              |
| Nueva Zelanda (Recorded Music NZ)      | 8              |
| Países Bajos (Dutch Top 40)            | 21             |
| Países Bajos (Mega Single Top 100)     | 34             |
| Reino Unido (UK Singles Chart)         | 2              |
| Reino Unido (UK Dance Chart)           | 1              |
| Rumania (UPFR)                         | 2              |
| Suecia (Sverigetopplistan)             | 25             |
| Suiza (Schweizer Hitparade)            | 64             |

## Relanzamiento por Nadia Ali
En 2010, la canción fue relanzada por la cantante de la agrupación iiO, Nadia Ali, como sencillo de su compilación de sus éxitos en versiones remezcladas llamado Queen of Clubs Trilogy: the Best of Nadia Ali Remixed. Estas fueron realizados por  productores de la talla del DJ sueco Avicii, el británico Gareth Emery y el crédito de Francia, Tristan Garner. Están incluidos en las ediciones Onyx Edition y Diamond Edition.

### Video musical
El videoclip de la versión 2010 de Rapture fue filmado 20 de diciembre de 2010 en Sacramento, dirigido por Brando Neverland. Fue estrenado el 24 de enero de 2011 basado en el remix de Avicii. El concepto del video presenta a Ali como la "Reina de Clubes", tal como está representada en la portada de su compilado Queen of Clubs, símil al Rey en los naipes.

### Listado de canciones
| Descarga digital |                                                 |          |  |
| N.º              | Título                                          | Duración |  |
| 1.               | «Rapture» (Avicii New Generation Extended Mix)  | 7:08     |  |
| 2.               | «Rapture» (Avicii New Generation Radio Edit)    | 3:41     |  |
| 3.               | «Rapture» (Tristan Garner Elevation Remix)      | 8:02     |  |
| 4.               | «Rapture» (Tristan Garner Elevation Radio Edit) | 3:43     |  |
| 5.               | «Rapture» (Gareth Emery Remix)                  | 7:15     |  |

### Posicionamiento en listas
| Listas (2010–2012)                          | Mejor posición |
| ------------------------------------------- | -------------- |
| Bélgica (Flandes) (Ultratop 50)             | 28             |
| Bélgica (Valonia) (Ultratip Bubbling Under) | 17             |
| Francia (SNEP)                              | 24             |
| Países Bajos (Mega Single Top 100)          | 77             |
| Reino Unido (UK Singles Chart)              | 40             |
| Reino Unido (UK Dance Chart)                | 7              |
| Rumania (UPFR)                              | 3              |
| Suiza (Schweizer Hitparade)                 | 63             |